# Stowarzyszenie Pomocników Mariańskich

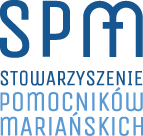
Logo Stowarzyszenia Pomocników Mariańskich

Stowarzyszenie Pomocników Mariańskich (Association of Marian Helpers) – organizacja świeckich wspierająca modlitwą i ofiarami działalność apostolską Zgromadzenia Księży Marianów. Założona w 1925 roku wspólnota daje swoim członkom duchowe korzyści, wymagając modlitwy w określonych intencjach. Stowarzyszenie istnieje i prowadzi aktywną działalność w Argentynie, USA, Wielkiej Brytanii, Brazylii, Portugalii, na Litwie, Łotwie, Ukrainie i na Filipinach.

## Stowarzyszenie w Polsce
Stowarzyszenie Pomocników Mariańskich w Polsce powstało w 1994 z inicjatywy ówczesnego prowincjała ks. Jana Rokosza MIC. Od 2013 roku jest organizacją pożytku publicznego. Stowarzyszenie wspiera finansowo i modlitewnie misje prowadzone przez Księży Marianów w Argentynie, Białorusi, Brazylii, Czechach, na Filipinach, w Indiach, Kamerunie, Kazachstanie, Rwandzie i na Ukrainie. Wydaje kwartalnik "Z Niepokalaną", prowadzi linię modlitewną, pomaga najuboższym, chorym, sierotom i ofiarom klęsk żywiołowych oraz konfliktów zbrojnych.
Dyrektorem Stowarzyszenia jest ks. dr Łukasz Wiśniewski MIC.
Stowarzyszenie Pomocników Mariańskich jest producentem filmów i seriali o mariańskich misjach. Rwanda - misje na wzgórzach (2020), Rwanda. Ludobójstwo na oczach całego świata (2020), Marianie w Kazachstanie (2021), Zachód słońca  - Brazylia (2022), Misja Brazylia (2022), Nieposkromione lwy - 25 lat marianów w Kamerunie (2024).

## Cele Stowarzyszenia
- szerzenie chwały Bożej;
- rozwijanie nabożeństwa do Najświętszej Maryi Panny Niepokalanie Poczętej;
- szerzenie posłannictwa i kultu Miłosierdzia Bożego;
- pomoc zmarłym w czyśćcu cierpiącym;
- pobudzanie, wspomaganie powołań kapłańskich i zakonnych;
- wspieranie członków w dążeniu do świętości życia oraz w czynnym zaangażowaniu się w apostolską misję Kościoła;
- promowanie wiedzy o polskich misjonarzach na świecie;
- pomoc Polonii i Polakom za granicą;
- promowanie i organizowanie wolontariatu w Polsce i krajach misyjnych;
- pomaganie rodzinom i osobom w trudnej sytuacji życiowej, wyrównywanie szans tych rodzin i osób oraz pomoc mniejszościom etnicznym i grupom wykluczonym społecznie przez wzgląd na wiek, wykształcenie, kolor skóry i pochodzenie, wyznawaną religię;

- działania na rzecz ochrony i promocji zdrowia, w szczególności leczenie chorych w krajach rozwijających się i zagrożonych ubóstwem.